# نباتات خشبية (تصنيف)
النباتات الخشبية (الاسم العلمي: Lignophyta) هي مجموعة من النباتات التي تتميز بتطور الأنسجة الخشبية أو الخشب وهي أسلاف ل عاريات البذور البدائية والبذريات (نباتات البذور). يرجع تطور النسيج الخشبي إلى التوليف الأكبر للسليلوز واللجنين، مما سمح ببنى صلبة ودعم أكبر لنظام الأوعية الذي أدى إلى نمو الأشجار التي يبلغ ارتفاعها عدة أمتار في نهاية العصر الديفوني. ومع ذلك ، فإن السمة الأكثر تميزًا هي تطور اللحاء الثانوي ، الذي يتم إنتاجه بواسطة الكامبيوم الوعائي ثنائي الوجه وكذلك النسيج الإنشائي الثانوي الذي يشكل الأدمة المحيطة. في البداية ، لم يكن للنباتات الخشبية أوراقًا مثل نباتات الأسلاف نباتات ثلاثية الشدف ثم ظهرت أوراق بدائية صغيرة لاحقًا في أسلاف البذريات.